# Rony Fahed
Rony Boulos Fahed (in arabo روني بولس فهد‎?; Zouk Mikael, 6 novembre 1981) è un ex cestista libanese.

## Carriera
Con il Libano ha disputato tre edizioni dei Campionati mondiali (2002, 2006, 2010) e cinque dei Campionati asiatici (2001, 2003, 2005, 2007, 2009).